# هوت تويز
هوت تويز (بالإنجليزية: hot toys)‏، شركة مقرها هونغ كونغ ، لتصميم وتصنيع وتطوير البضائع وتوزيعها في جميع أسواق العالم، تأسست عام 2000 ، وركزت في بداياتها على إنتاج مجسمات القوات الخاصة الأمريكية قبل الانتقال إلى تصنيع الشخصيات المشهورة عالميا، في سنة 2010 اعتبرت شركة هوت تويز واحدة من أفضل 50 متجر في هونغ كونغ.

## حقوق مرخصة

### الأفلام
- 300 (فيلم)
- Alien film series
- المفترس ضد ألين (فيلم) film series
- الولد الخارق (فيلم)
- أفاتار (فيلم 2009)
- المنتقمون (فيلم)
- الرجل العنكبوت المذهل
- الرجل العنكبوت المذهل 2
- العودة إلى المستقبل
- باتمان (فيلم 1989)
- عودة باتمان
- بداية باتمان
- Blade trilogy  [لغات أخرى]‏
- كابتن أمريكا: المنتقم الأول
- كابتن أمريكا: جندي الشتاء
- صراع الجبابرة (فيلم 2010)
- فارس الظلام
- نهوض فارس الظلام
- إدوارد ذو الأيدي المقصات
- المستهلكون (فيلم 2010)
- جي. آي. جو: الانتقام
- العراب (فيلم)
- Goemon
- الفانوس الأخضر (فيلم)
- حراس المجرة
- فتى الجحيم 2 (فيلم)
- إنديانا جونز
- أوغاد مجهولون
- آيرون مان (فيلم) film series
- آيرون مان 2
- آيرون مان 3
- Kamui Gaiden
- رجل من حديد (فيلم)
- هجوم المريخ!
- قراصنة الكاريبي (سلسلة أفلام) film series
- كوكب القردة (فيلم 1968)
- فصيلة (وحدة عسكرية)
- Predator film series
- أمير فارس: رمال الزمن (فيلم)
- رامبو (سلسلة أفلام) film series
- ريزدنت إيفل film series
- روبوكوب film series
- روكي (سلسلة أفلام) film series
- Space Pirate Captain Harlock
- الروح
- الرجل العنكبوت 3 (فيلم)
- ساكر بنش
- سوبرمان (فيلم 1978)
- عودة سوبرمان (فيلم)
- حرب النجوم
- Terminator film series
- الغراب (فيلم)
- The Warlords
- الوولفيرين (فيلم)
- ثور (فيلم)
- ثور: العالم المظلم
- ترون: الإرث
- رجال-إكس الأصول: وولفرين
- رجال-إكس: الدرجة الأولى

### مسلسلات تلفزيونية
- باتمان (مسلسل)
- بريزون بريك

### الرسوم المتحركة
- شركة والت ديزني

### ألعاب الفيديو
- ريزدنت إيفل game series
- أساسنز كريد (سلسلة) Ezio Auditore
- ميتال غير سوليد

### أنيمي / مانغا
- Appleseed Ex Machina
- آسترو بوي
- Battle Royale II
- بلاك جاك (مانغا)
- موبايل سوت كاندام - Char Aznable

### سلسلة هزلية
- صداقة
- سيتي هانتر

### المشاهير
- كريستيان بيل
- مارلون براندو
- جيمس دين
- مايكل جاكسون
- ليزلي تشونغ
- Namson Lau
- Wong Ka Kui
- 50 سنت
- بروس لي
- إمينم
- سنوب دوغ